# Chislehurst
Chislehurst est un district du borough de Bromley dans le sud-est du Grand Londres. Napoléon III y vécut à partir de son exil en 1871 jusqu’à sa mort en 1873.

## Étymologie
Le nom Chislehurst est dérivé de deux mots de la langue saxonne cisel « gravier » et hyrst « colline boisée ».

## Histoire
Camden Place

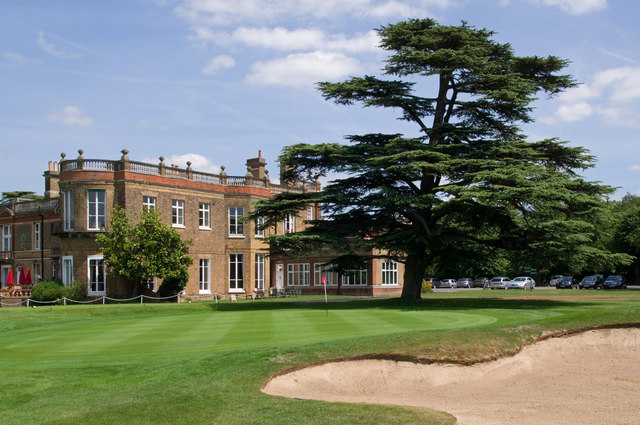
Camden Place en 2011.

Gentilhommière de style georgien bâtie au XVIIIe siècle pour l'historien et topographe William Camden et où il mourut, elle en porte le nom. Entre 1871 et 1873, elle fut la résidence de Napoléon III lors de son exil en Angleterre après sa défaite face à la Prusse en 1870 et sa captivité en Allemagne. Il y mourut le 9 janvier 1873 et fut enterré dans l'église Sainte-Marie, église catholique de la petite ville, où six ans plus tard, la dépouille de son fils, le prince impérial, tué en Afrique du Sud, fut à son tour inhumée. Leurs corps sont ensuite  transférés à l'abbaye Saint-Michel, que l'impératrice Eugénie avait fondée à Farnborough en 1881. Camden Place est aujourd'hui le club-house d'un terrain de golf.
De 1934 à 1965, Chislehurst faisait partie du district urbain de Chislehurst et Sidcup dans le comté du Kent,.

## Lieu touristique

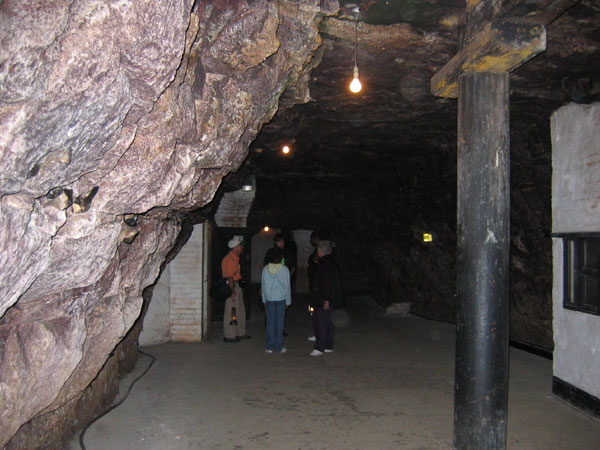
Dans les cavernes de Chislehurst.

Chislehurst est connu pour ses cavernes, Chislehurst Caves, où l'on extrayait autrefois du silex et de la craie.

## Personnalités locales

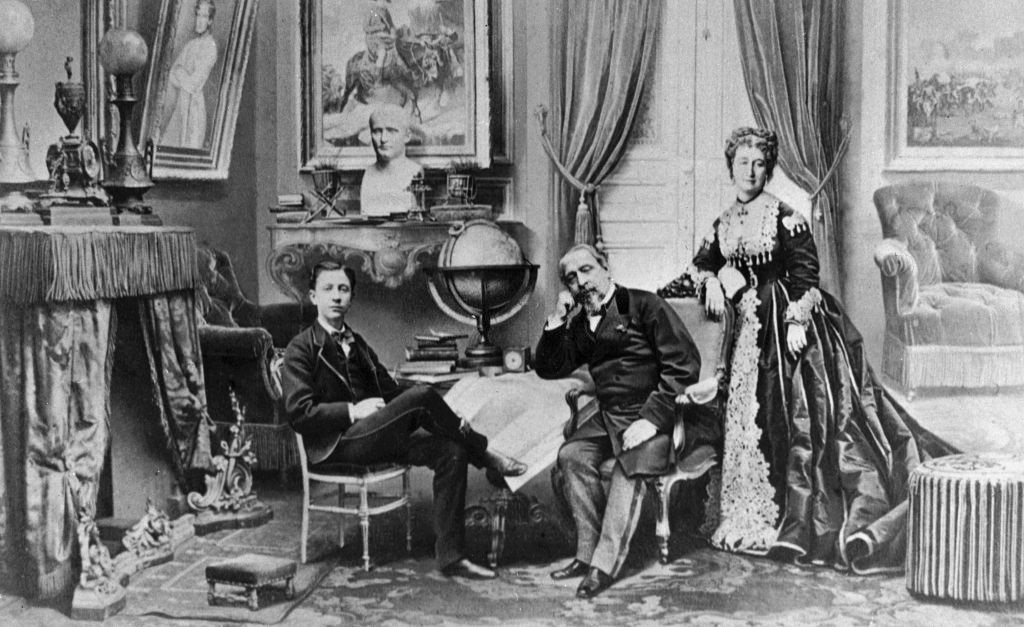
Napoléon III avec son épouse Eugénie de Montijo et leur fils en exil à Chislehurst, 1872.

- Napoléon III, empereur des Français, vécut de 1871 à 1873 à Camden Place.
- William Camden (1551–1623), vécut à Camden Place de c.1609 à 1623.
- Malcolm Campbell, pilote automobile, né à Chislehurst et inhumé à St. Nicholas Parish Church.
- Richmal Crompton, auteur des séries Just William.
- Craig Fairbrass, acteur[3].
- Tilly Keeper, qui a joué Louise Mitchell dans le BBC One soap opera EastEnders.
- E. J. May (1853–1941), architecte, y a vécu et travaillé.
- Eugénie de Montijo, comtesse et impératrice de France.
- Rollo Myers (1892-1985), musicographe et critique musical, né à Chislehurst.
- Jozef Michal Poniatowski, compositeur polonais.
- Charles Pratt (1714–1794), comte Camden, homme politique britannique.
- Peter Redpath, homme d'affaires canadien.
- Siouxsie Sioux, chanteuse du groupe Siouxsie and the Banshees
- Francis Walsingham, espion sous Elizabeth I.
- Alan Watts, philosophe, déménage aux États-Unis en 1938.
- Ted Willis, créateur de Dixon of Dock Green.
- William Hyde Wollaston, chimiste et physicien, découvrit le rhodium et le palladium.